# Voie d'administration
 (février 2025).
En médecine et pharmacologie, les voies d'administration désignent l'ensemble des moyens d'administration d'un médicament ou, plus généralement, d'une substance chimique.
Les voies d'administration sont essentiellement fonction de la forme galénique du médicament, et sont typiquement divisées en trois grandes catégories.

## Voie cutanéomuqueuse
D'une manière générale, une administration par voie cutano-muqueuse désigne une absorption par la peau, les muqueuses ou les membranes. Ces voies peuvent être utilisées pour des traitements à visée locale ou générale (systémique). Les médicaments administrables par cette voie sont les patchs, les gels, les crèmes, les pommades, les lotions, les collyres, les sprays, les gouttes ou encore les ovules.
L'absorption se fait :
- par la peau :
  - épidermique (cataplasme, onguent, crème, lotion, émulsion), sur l'épiderme : voie cutanée
  - dermique (patch), au-travers du derme : voie transdermique

- par les muqueuses :
  - par voie auriculaire
  - par voie nasale
  - par voie pulmonaire (inhalation ou instillation), avec absorption par les muqueuses des voies respiratoires
  - par voie vaginale / en intra-utérin, respectivement par le vagin et l'utérus
  - par voie oculaire

- par les membranes :
  - en intravésicale, par instillation dans la vessie via un cathéter

## Voie entérale
D'une manière générale, une administration par voie entérale désigne une absorption par le tube digestif. 
Les médicaments administrables par voie entérale peuvent être administrés :
- par voie haute :
  - la voie buccale, le principe actif diffusent à travers la muqueuse de la bouche. Exemples de formes galéniques : comprimés, granules, solutions, gouttes, sprays
  - la voie orale (avalables ou Per os, du latin, parfois raccourci PO), le médicament est avalé par la bouche. Exemples de formes galéniques : les gélules, les comprimés, les dragées, les granules, les solutions buvables (sirops, suspensions buvables, potions) et dans certaines exceptions, des médicaments prévus pour la voie intraveineuse ou des suppositoires.
- par voie basse, la voie rectale, par le rectum. Exemples de formes galéniques : suppositoires.

L'absorption peut se faire par plusieurs biais :
- par les muqueuses :
  - en buccal par les muqueuses sublinguales, internes aux joues et à la cavité buccale
  - en intrarectal (voie rectale)

- dans des organes internes abouchés chirurgicalement à l'extérieur du corps :
  - en intrastomacal ou intrajéjunal, dans le cas d'une administration par sondage naso-gastrique ou par gastrostomie dans l'estomac ou au niveau du jéjunum

## Voie parentérale
D'une manière générale, une administration par voie parentérale désigne les formes d'introduction d'un médicament dans l'organisme autre que par la voie digestive. L'introduction est corollaire d'une effraction d'un tissu biologique. Cela désigne par exemple une administration par perfusion.
Les médicaments administrables par voie parentérale sont les solutions physiologiques, suspensions injectables pour la voie générale, ou encore d'autres types de fluides en injection locale.
L'introduction du médicament se fait en employant une méthode de cathétérisme et peut se réaliser sur plusieurs sites :
- au niveau de la peau :
  - en intradermique, dans le derme
  - en sous-cutané, sous le derme

- dans les muscles :
  - en intramusculaire
  - en intracardiaque, spécifiquement dans le cœur

- dans les réseaux de liquides biologiques :
  - en intravasculaire
    - en intraveineux, dans le réseau veineux
    - en intra-artériel, dans le réseau artériel

  - en épidural, pour l'anesthésie péridurale par exemple
  - en intrarachidien
  - en extracorporel, lorsque l'administration se fait dans le circuit d'une circulation extra-corporelle

- dans les espaces virtuels :
  - en intrathécal / en rachidien, dans la lumière du rachis
  - en intrapéritonéal, dans le péritoine
  - en intrapleural, dans la plèvre
  - en intraluminal, dans n'importe quel organe tubulaire
  - en intravitréal, dans le corps vitré
  - en intracaverneux, dans le corps caverneux du pénis
  - en intraventriculaire

- dans les os :
  - en intraosseux, dans la moelle du corps long de l'os
  - en palatin, dans le palais
  - en intra-articulaire, dans une articulation

- dans la cellule ;
  - en intracellulaire

- chez la femme enceinte, en intrafoetal, à destination du fœtus